# 亚历山大·安德烈耶维奇·巴拉诺夫

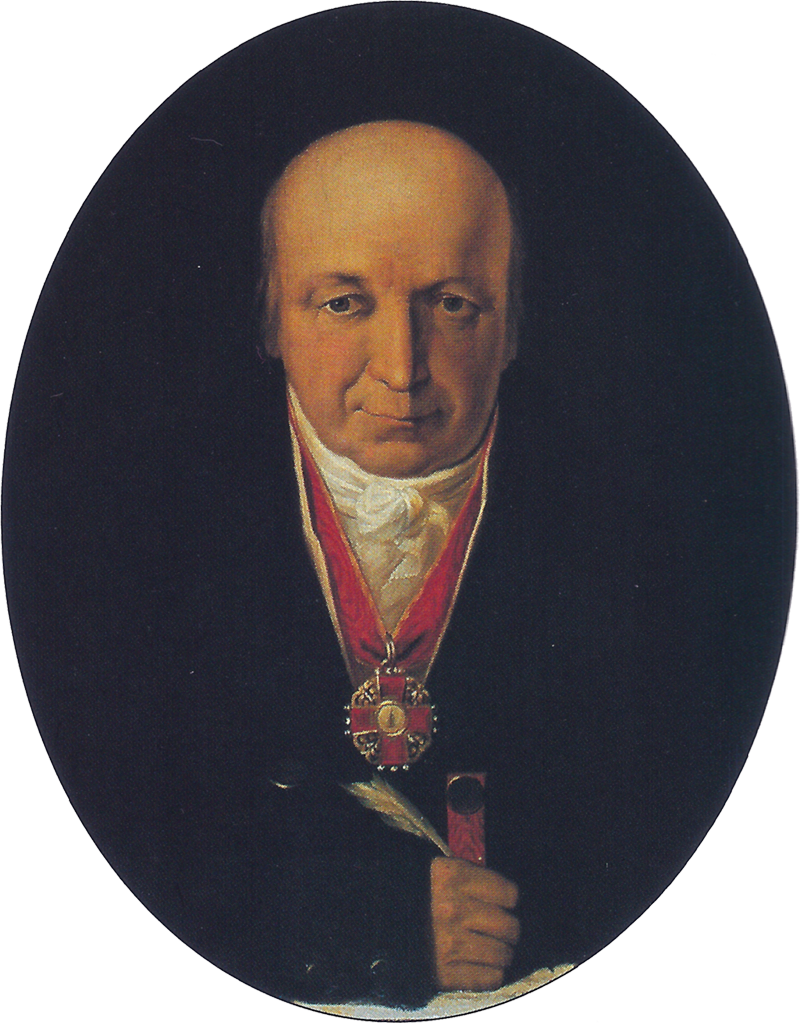
亚历山大·安德烈耶维奇·巴拉诺夫

亚历山大·安德烈耶维奇·巴拉诺夫（俄语：Алекса́ндр Андре́евич Бара́нов，1747年—1819年），俄罗斯商人、探险家。
1747年出生在卡尔戈波雷，父亲是一个低级商人。巴拉诺夫在15岁就逃离了家庭来到莫斯科，成为一个文员。结婚生女后，巴拉诺夫一家来到西伯利亚寻找发展机遇。他在伊尔库茨克与弟弟一起成为一名商人和收税官。最后他的妻子与他离婚，巴拉诺夫和女儿以及两个年幼的收养儿童回到卡尔戈波雷。
巴拉诺夫因为生意而接近破产，由于格里戈里·舍利霍夫在科迪亚克岛建立了一个据点使海事毛皮贸易得以提高，巴拉诺夫受到诱惑，在1790年秋季和舍利霍夫-戈利科夫公司签订合同，1791年，被任命为公司的经理主管。在巴拉诺夫的带领下，新阿尔汉格尔斯克（今日的锡特卡）建立一个永久据点，使公司在对阿拉斯加原住民的毛皮贸易中获利匪浅。1799年，俄属北美殖民地成立，舍利霍夫-戈利科夫公司改为俄美公司，巴拉诺夫成为俄美公司的经理主管直到1818年。
今日美国阿拉斯加州亚历山大群岛中有一个岛屿名叫巴拉诺夫岛，是以他名字命名的。